# 麥子雲
麥子雲（英語：Mak Chi Wan，1954年5月20日—），前佳藝電視、麗的電視及無綫電視男藝人。在1980年至1990年代間參與很多無綫電視劇集，後期以飾演奸角為主，如小偷、道友、馬伕。他在1979年加入無綫電視，2002年約滿離開，現主要負責幕後製作活動。

## 背景
麥子雲早年在九龍九龍仔出生，於石硤尾徙置區長大，有一弟三妹。他16歲隨朋友開始學習柔道，且學習過洪拳、蔡李佛拳、詠春等功夫。自小學習成績一般，幼稚園曾留級4次，但在小學階段的學業表現不錯，喜歡繪畫。中學階段演出舞台劇，因在無師自通下編排出有板有眼的舞蹈走位而獲黎海寧免費教授舞蹈知識。麥子雲於1965年轉讀深水埗汝洲街港立中學小學部小四年級，曾於1970年代在北河戲院門外擺放地攤售賣漫畫。1974年中五畢業便計劃修讀廣告與印刷相關課程，適逢中學同學有意報讀無綫電視第4期藝員訓練班，他於是一同參與其中。同時他也找到了一份在機場任職保安的工作，最後沒有報讀無綫訓練班。未幾邵氏電影公司招攬未能獲無綫取錄為學員的人，麥子雲被相中得到面試機會。結果他成為邵氏「演員訓練中心」半年制第四期訓練班的學生，早上上班，晚上上課。同學計有顧冠忠、林文偉、黃元申、傅聲、米雪、潘嘉德（中途轉投無綫電視訓練班）等人。
礙於要專注演藝界發展，麥子雲只在機場任職半年便辭職。畢業後與其他學員一同當特約演員，為時2年。而出道之初，他當過保險銷售員、工程人員、餐廳侍應等工種，曾與李修賢在維多利亞公園分開乘坐熱氣球升空，為電影《中國超人》宣傳當時參演的作品有1976年佳藝電視的《射鵰英雄傳》，既簽約成為佳藝電視旗下藝人，又被周梁淑怡賞識安排飾演電視劇要角。不久被現為中醫師兼空手道教練的武打演員廖學明介紹，認識李家鼎，自此在無綫電視跟隨李學當武師、在香港電台任單元主/配角、在佳藝電視任特約演員以及在麗的電視跟隨黎海寧為節目《家燕與小田》任舞蹈員（黎於1976年參演電影《蛇王子》時重遇麥子雲，後來邀請他到電視台任舞蹈員）。直至1979年，1977年續約兩年、喜歡演戲的麥子雲遇上佳藝電視台倒閉，李家鼎得知其情況即引薦他簽約無綫電視，以武師兼演員身份演出，亦為劇集擔任副武術指導。其中一個當動作替身的作品是《楚留香》。再次與無綫一方續約後，主力於幕前演出。
麥子雲入行多年，較常演繹大賊、小混混一類角色。他在1980年代除了拍攝電視劇集之外，還亮相《歡樂今宵》。1989年，他已到中國內地協助老闆籌備卡啦OK節目、預備音響及管理帳目。及至2002年，覺得拍劇時多與綠葉或甘草演員合作，較少與新一代演員接觸。有感拍攝氣氛不同，加上前輩演員逐漸被淘汰（無綫以降低合約薪酬方式淘汰他們），因此不再續約，轉為從事舞台製作如舞台設計、燈光、音響等，為藝人登台做策劃準備。由於不懂得抓拍子，所以不會作唱歌商業演出。

## 個人生活
麥子雲已婚，婚後與妻子育有四名女兒。

## 演出作品
*以下列表只記錄麥子雲演出過的影視作品，若有遺漏，請協助補充相關資料。

### 電視劇

#### 佳藝電視
| 首播   | 名稱       | 角色   | 備註 |
| 1976年 | 精武門     | 李成業 |      |
| 1977年 | 碧血劍     | 吳平   |      |
| 1977年 | 白髮魔女傳 | 耿紹南 |      |
| 1978年 | 萍蹤俠影錄 | 樊英   |      |
| 1978年 | 雪山飛狐   | 汪鐵鶚 |      |
| 1978年 | 流星蝴蝶劍 | 文豹   |      |

#### 麗的電視
| 首播   | 名稱       | 角色   | 備註 |
| 1979年 | 浣花洗劍錄 | 魚傳甲 |      |
| 1979年 | 沈勝衣     | 薛允   |      |

#### 無綫電視
| 首播   | 名稱                 | 角色                | 備註                                        |
| 1979年 | 楚留香               |                     |                                             |
| 1980年 | 上海灘續集           |                     |                                             |
| 1980年 | 千王之王             |                     |                                             |
| 1980年 | 鹽梟                 |                     |                                             |
| 1981年 | 千王群英會           | 張文                |                                             |
| 1981年 | 飛鷹                 | 薛公子隨從          |                                             |
| 1982年 | 香城浪子             |                     |                                             |
| 1982年 | 天龍八部             | 干光豪 楚長老       |                                             |
| 1982年 | 星塵                 | 打手甲 (粵語片公司) |                                             |
| 1983年 | 射鵰英雄傳           | 劉處玄              |                                             |
| 1983年 | 神鵰俠侶             | 武敦儒              |                                             |
| 1984年 | 武林聖火令           | 白骨教眾            |                                             |
| 1984年 | 寶芝林               | 阿坤                |                                             |
| 1984年 | 新紮師兄             | 抄牌警員 巡邏警員   | 第五集遭賊人擊斃 倪峰之前輩（第十二集出場） |
| 1985年 | 天師執位             | 天心                |                                             |
| 1985年 | 雪山飛狐             | 鍾兆英              |                                             |
| 1985年 | 楚河漢界             |                     |                                             |
| 1985年 | 決戰玄武門           | 昊天門門人          |                                             |
| 1986年 | 流氓大亨             | 喪B                 |                                             |
| 1986年 | 倚天屠龍記           | 冷謙                |                                             |
| 1986年 | 天龍神劍             |                     |                                             |
| 1987年 | 少林與詠春           |                     |                                             |
| 1987年 | 書劍恩仇錄           | 石雙英              |                                             |
| 1987年 | 飲馬江湖             |                     |                                             |
| 1987年 | 生命之旅             |                     |                                             |
| 1987年 | 鄭成功               | 三泰                |                                             |
| 1988年 | 無冕急先鋒           | 喪彪                |                                             |
| 1988年 | 絕代雙驕             | 獻果神君            |                                             |
| 1988年 | 奇門鬼谷             |                     |                                             |
| 1988年 | 兵權                 | 林強                |                                             |
| 1989年 | 連城訣               | 梟道人              |                                             |
| 1989年 | 飛虎群英             |                     |                                             |
| 1989年 | 天上凡間             | 大耳神              |                                             |
| 1989年 | 俠客行               | 洪冷孤              |                                             |
| 1990年 | 我本善良             | 阿蟲                |                                             |
| 1991年 | 怒海孤鴻             | 炳                  |                                             |
| 1991年 | 灰網                 | 喪榮                |                                             |
| 1991年 | 天龍奇俠             | 馬龍                |                                             |
| 1992年 | 金蛇郎君             | 龍劍客              |                                             |
| 1992年 | 大時代               | 濟哥手下            |                                             |
| 1992年 | 壹號皇庭             | 陳雄生              |                                             |
| 1992年 | 巨人                 |                     |                                             |
| 1993年 | 南俠展昭             |                     |                                             |
| 1993年 | 壹號皇庭II           | 陳雄生              |                                             |
| 1993年 | 魔刀俠情             | 赤煉道人            |                                             |
| 1994年 | 黃飛鴻系列之鐵膽梁寬 |                     |                                             |
| 1994年 | 恨鎖金瓶             | 魯華                |                                             |
| 1994年 | 射雕英雄傳           | 彭連虎              |                                             |
| 1994年 | 異度凶情             | 毛強                |                                             |
| 1996年 | 900重案追凶          | 陳泰臣              |                                             |
| 1996年 | 天地男兒             |                     |                                             |
| 1997年 | 狀王宋世傑           |                     |                                             |
| 1997年 | 天龍八部             | 遊驥                |                                             |
| 1997年 | 大刺客               | 曹仁父              |                                             |
| 1998年 | 烈火雄心             |                     |                                             |
| 1998年 | 妙手仁心             | 阿基                |                                             |
| 1998年 | 天地豪情             | 王成彪              |                                             |
| 1999年 | 刑事偵緝檔案4        | 酒店老闆            |                                             |
| 1999年 | 騙中傳奇             |                     |                                             |
| 1999年 | 陀槍師姐             | 張標                |                                             |
| 1999年 | 創世紀               |                     |                                             |
| 2000年 | 金裝四大才子         | 克查                |                                             |
| 2000年 | 陀槍師姐II           | 紅番                |                                             |
| 2000年 | 男親女愛             | 色狼                |                                             |
| 2000年 | 醫神華佗             | 于禁                |                                             |
| 2000年 | FM701                | 吳起勁              |                                             |
| 2001年 | 陀槍師姐3            | 黃玉基              |                                             |
| 2001年 | 勇探實錄             | 阿勇                |                                             |
| 2001年 | 尋秦記               |                     |                                             |

#### 香港電台
- 1979年 執法者 飾 凌永堅（單元《紙盒藏屍》）
- 1980年 執法者 飾 年輕父親（單元《出走》）
- 1980年 打工仔 飾 志剛（單元《志剛》）

### 网络剧
- 2018年 疯人院 饰 周开全

### 電視電影
- 1991年 豪門夜宴
- 1992年 越柙飛龍 II 虎穴潛龍
- 1994年 熾熱情緣

### 電影
- 1975年 神打
- 1976年 瀛台泣血
- 1976年 勾魂降頭
- 1976年 下流社會
- 1977年 四二六
- 1979年 夠格女郎
- 1979年 家法
- 1980年 情劫
- 1982年 花煞
- 1989年 殺連環
- 1990年 午夜天使
- 2023年 毒舌大狀

### 綜藝節目
- 1980年代：歡樂今宵（演出）
- 1982年：430穿梭機（演出、飾林工程師）
- 1990年代：K-100（嘉賓、「唐樓」環節）[註 4]